# Baru (Pulau Rakyat)
Baru is een bestuurslaag in het regentschap Asahan van de provincie Noord-Sumatra, Indonesië. Baru telt 1888 inwoners (volkstelling 2010).